# Eduard von Muralt

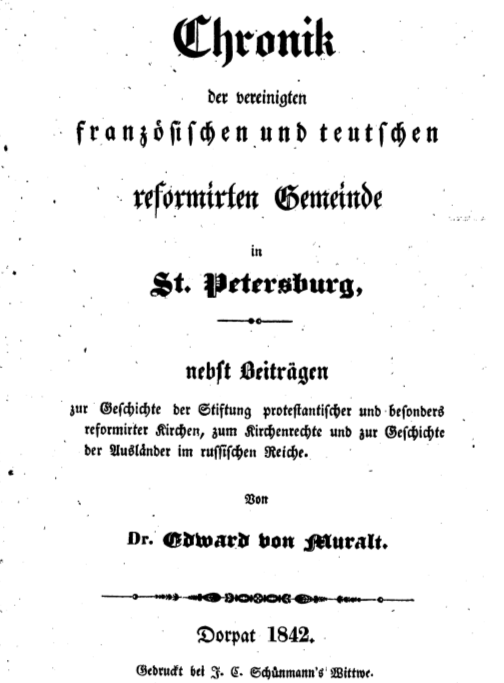
Titelblatt Edward von Muralts Chronik 1842

Eduard von Muralt, auch Edouard de M. oder Edward (* 13. Juli 1808 in Bischofszell; † 14. Januar 1895 in Lausanne) war ein Schweizer Bibliothekar und Theologe.

## Leben

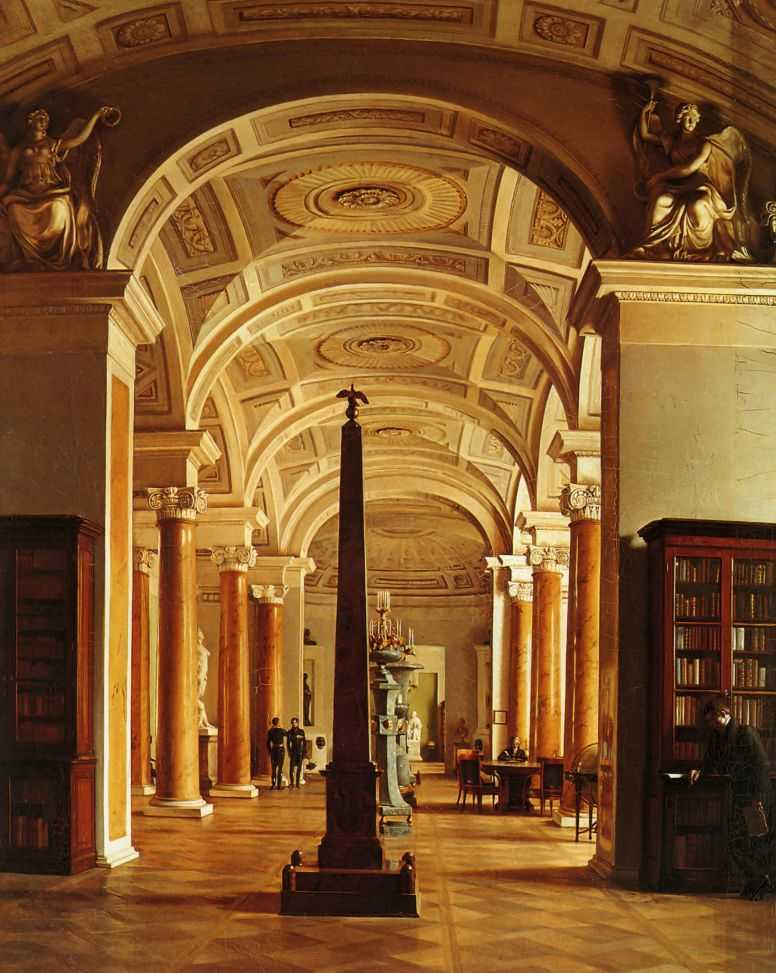
Die Eremitage-Bibliothek in einem Bild von Alexey Tyranov (1827)

Eduard von Muralt studierte Theologie in Zürich. 1834 wanderte er nach Russland aus und war von 1836 bis 1850 Adjunkt der deutsch-reformierten Kirchgemeinde St. Petersburg. Sein Onkel, der Pestalozzi-Schüler Johannes von Muralt, brauchte ihn aus Altersgründen zur Unterstützung. Eduard von Muralt publizierte 1842 die erste Geschichte der dortigen Kirchgemeinde.
Von 1840 bis 1864 war er als Bibliothekar der kaiserlichen Eremitage tätig. Von Muralt war Leiter der Theologie-Abteilung und einer der Oberbibliothekare. Er erweiterte namentlich das Verzeichnis griechischer Handschriften.
Eduard von Muralt kehrte in die Schweiz zurück und lehrte ab 1864 als Privatdozent an der Universität Bern und ab 1869 als Professor der Theologie in Lausanne.
1849 erhielt er den Ehrendoktortitel Dr. theol. h. c. der Universität Zürich.

## Werke (Auswahl)
- Achilles und seine Denkmäler außer Süd-Rußland. Zur Erklärung des vermeinten Grabmals Homer's im Strogonoaschen Garten zu St. Petersburg.  Eggers & Pelz, St. Petersburg und Leipzig, 1839.
- Catalogue des manuscrits grecs de la Bibliothèque Impériale publique. Impr. de l'Acad. Impériale des Sciences, St. Petersburg 1864, SWB-PPN 091638305[5].